# Crédit Logement
 (novembre 2022).
Si vous disposez d'ouvrages ou d'articles de référence ou si vous connaissez des sites web de qualité traitant du thème abordé ici, merci de compléter l'article en donnant les références utiles à sa vérifiabilité et en les liant à la section « Notes et références ».
Crédit Logement est une société de financement spécialiste de la garantie (caution) de prêts immobiliers aux particuliers distribués par les banques. La garantie proposée est une alternative à la prise d'hypothèque lors de l'octroi d'un prêt immobilier par une banque.
La garantie financière Crédit Logement repose sur le principe de la mutualisation des risques, concrétisé par le versement de chaque emprunteur au fonds mutuel de garantie (FMG).
Certains établissements proposent d'autres formes de garantie, qui ne fonctionnent pas sous le régime d'un fonds mutuel de garantie, mais sous le régime de l'assurance. En conséquence, elles n'effectuent aucune restitution de mutualisation (remboursement) d'une partie de ce qui a été versé dans le FMG  en fin de prêt.

## Principe et coût
Le coût de la garantie de Crédit Logement se calcule par prêt en fonction du montant du capital emprunté (en pratique environ 1,2 % du montant du prêt).
Le coût se décompose en deux parties 
- une commission de caution acquise à Crédit Logement en rémunération de son intervention.
- et un versement au Fonds mutuel de garantie (FMG) éventuellement restituable pour partie au terme de la garantie dans les conditions prévues par le règlement du FMG.

Le barème « Classic » est ouvert à tous les emprunteurs et la totalité des frais de garantie doit être payée à la mise en place du prêt.
Le barème « Initio » est, quant à lui, possible uniquement si l'un des intervenants au dossier de prêt a moins de 37 ans. Dans le cadre de ce barème, seul le versement au fonds mutuel de garantie est à régler à la mise en place du prêt. Le montant de la commission de caution est différé au terme de la garantie et son montant est légèrement supérieur à celui du barème « Classic ». Cependant, ce paiement différé ne nécessite aucun règlement complémentaire de la part de l'emprunteur, puisqu'il est réalisé par prélèvement de Crédit Logement, sur l'éventuelle restitution de mutualisation avant versement aux emprunteurs.

## Actionnariat
Son actionnariat est composé des grandes banques françaises : BNP Paribas (16,5 %), Crédit agricole (16 %), LCL (16,5 %), Société générale dont le Crédit du Nord (16,5 %), BPCE (8,5 %), Crédit foncier de France (6,99 %), SF2 (La Banque postale) (6 %), Crédit mutuel/CIC (9,5 %), HSBC France (3 %) et d'autres actionnaires minoritaires.